# Лёгкий танк

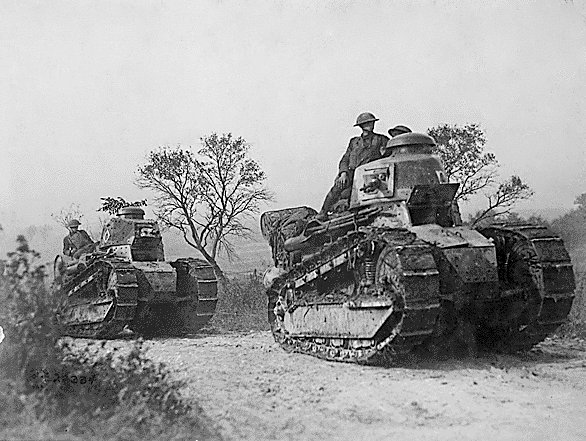
Renault FT-17 — первый в мире серийный лёгкий танк

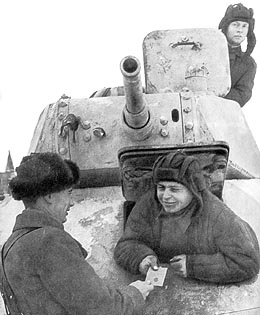
Лёгкий танк Т-50 АБТВ РККА

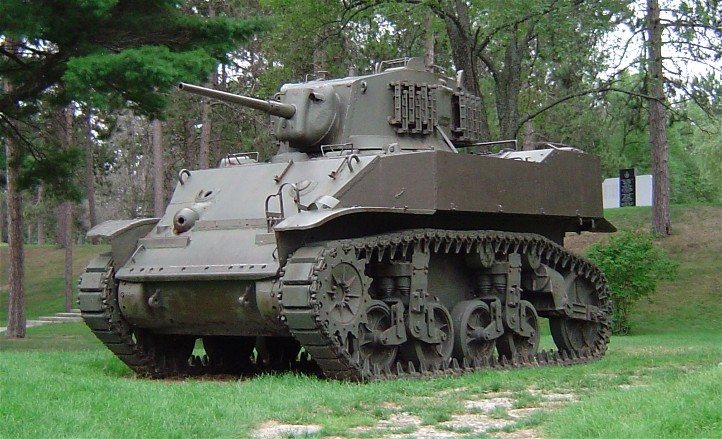
M3/M5 «Стюарт» — самый массовый лёгкий танк США

Лёгкий танк — один из типов основного и специального по массе танка (боевой машины), танковых (бронетанковых) войск (сил) в вооружённых силах многих государств.

## История
В общем случае понятие лёгкого танка включает в себя танки меньшей массы, чем средние, но большей, чем танкетки и малые танки. Вместе с тем масса танков, относимых к лёгким, в разные временные периоды колебалась в широких пределах: от 3,5 — 4 тонн в рамках западной классификации танков, не выделяющей малые танки, и 5 тонн в рамках советской, до 15 — 18 тонн для некоторых лёгких танков периода Второй мировой войны, 20 тонн для советских танков послевоенного периода и 23 тонны для послевоенного танка M41.
Первый лёгкий танк, Рено FT-17, появился на завершающем периоде Первой мировой войны. В дальнейшем лёгкие танки активно развивались в 1920-е годы, достигнув своего расцвета в 1930-е годы (к примеру, Carro Barbastro) и пользовались популярностью во многих государствах из-за своей сравнительной дешевизны как в производстве, так и в эксплуатации, а также высокой надёжности. В большинстве государств до Второй мировой войны, лёгкие танки также являлись основной или одной из основных сил танковых войск, однако в ходе войны и после неё, по ряду причин, лёгкие танки утратили своё прежнее значение и перешли в разряд узкоспециализированных машин. К концу XX века лёгкие танки в основном исчезли из современных ВС, однако немалое их количество использовалось и всё ещё используется государствами, которые не могут по тем или иным причинам позволить себе более мощную технику. Так в Шведском королевстве создали CV90120-T, а в Польской республике PL-01.

### Современность
На сегодняшний день лёгкие танки трансформировались в БМП и БМД, а также в БРМ. Однако, как было сказано выше, некоторые танки ещё используются в некоторых государствах.
| Численность лёгких танков в мире по состоянию на 2007 год | Численность лёгких танков в мире по состоянию на 2007 год | Численность лёгких танков в мире по состоянию на 2007 год | Численность лёгких танков в мире по состоянию на 2007 год | Численность лёгких танков в мире по состоянию на 2007 год | Численность лёгких танков в мире по состоянию на 2007 год |
| Модель изделия                                            | Государство-производитель                                 | Годы производства                                         | Количество выпущенных, единиц                             | Численность, единиц, на 2007 год                          | Страны-операторы |
| --------------------------------------------------------- | --------------------------------------------------------- | --------------------------------------------------------- | --------------------------------------------------------- | --------------------------------------------------------- | --- |
| M3 «Стюарт»                                               | Соединённые Штаты Америки                                 | 1941—1944                                                 | 23 685                                                    | 5                                                         | Парагвай |
| M24 «Чаффи»                                               | Соединённые Штаты Америки                                 | 1944—1945                                                 | 4 731                                                     | 247                                                       | Китайская Республика (Тайвань) · Уругвай |
| M41 «Уокер Бульдог»                                       | Соединённые Штаты Америки                                 | 1951—1959                                                 | 3 729                                                     | 1 076                                                     | Бразилия · Доминиканская Республика · Таиланд · Китайская Республика (Тайвань) · Уругвай |
| ПТ-76                                                     | Союз Советских Социалистических Республик                 | 1951—1967                                                 | 3 039                                                     | более 1 313                                               | Бенин · Вьетнам · Гвинея · Гвинея-Бисау · Индия · Индонезия · Замбия · Республика Конго · Корейская Народно-Демократическая Республика · Куба · Лаос · Мадагаскар · Никарагуа · Россия · Уганда               |
| AMX-13                                                    | Франция · Аргентина                                       | 1953—1985                                                 | около 7 700                                               | около 890                                                 | Венесуэла · Индия · Индонезия · Кот-д’Ивуар · Марокко · Перу · Сингапур · Эквадор |
| Тип 62                                                    | Китай                                                     | 1960—1962                                                 | около 1 400                                               | более 630                                                 | Бангладеш · Вьетнам · Камбоджа · Китай · Демократическая Республика Конго · Республика Конго · Мали · Судан · Танзания                                                                                        |
| Тип 63                                                    | Китай                                                     | 1963—2002~                                                | более 1 500                                               | более 1 080                                               | Вьетнам · Камбоджа · Китай · Мьянма |
| «Скорпион»                                                | Великобритания · Бельгия                                  | 1971—1996                                                 | более 1 800                                               | 1 327                                                     | Ботсвана · Бруней · Великобритания · Венесуэла · Гондурас · Индонезия · Иордания · Иран · Ирландия · Малайзия · Нигерия · Объединённые Арабские Эмираты · Оман · Таиланд · Танзания · Того · Филиппины · Чили |
| SK-105 «Кирасир»                                          | Австрия                                                   | 1971—1993                                                 | более 610                                                 | 610                                                       | Австрия · Аргентина · Боливия · Ботсвана · Бразилия · Марокко · Тунис |
| Тип 82                                                    | Корейская Народно-Демократическая Республика              | 1980-е—?                                                  |                                                           |                                                           | Корейская Народно-Демократическая Республика |
| «Стингрей»                                                | Соединённые Штаты Америки                                 | 1987—1990                                                 | 106                                                       | 106                                                       | Таиланд |